# 온리 더 론리
《온리 더 론리》(영어: Only the Lonely)는 미국에서 제작된 크리스 콜럼버스 감독의 1991년 로맨틱 코미디 드라마 영화이다. 존 캔디, 모린 오하라, 앨리 시디 등이 출연하였고, 존 휴스 등이 제작에 참여하였다. 이 영화는 1953년 텔레비전 연극 "마티"와 1955년 영화 《마티》의 설정을 코미디 장르로 재해석했으며, 제목은 로이 오비슨의 "Only the Lonely"에서 따왔다.

## 출연
- 존 캔디 - 대니얼 "대니" 멀둔 경관 역
- 모린 오하라 - 로즈 멀둔 역
- 앨리 시디 - 테리사 루나 역
- 케빈 던 - 패트릭 멀둔 역
- 앤서니 퀸 - 닉 어크로펄리스 역
- 제임스 벌루시 - 샐버토리 '샐" 부오나테이 역
- 매콜리 컬킨 - 빌리 멀둔 역
- 키어런 컬킨 - 패트릭 멀둔 주니어 역
- 마일로 오셰이 - 도일 역
- 버트 렘슨 - 스패츠 역

## 기타 제작진
- 공동 제작: 마크 래드클리프
- 미술: 존 무토
- 의상: 메리 E. 보트